# シベリア (ゲーム)
『シベリア』（Syberia）は、フランスのゲーム開発会社Microïdsが開発したアドベンチャーゲーム。弁護士のケイト・ウォーカーとからくり人形（オートマタ）のオスカーが機関車でヨーロッパを西から東へ横断し、ケイトの契約相手である老人ハンス・ボラルバーグの行方を探す物語が展開される。
本作の発売以降シリーズ化しており、本作と続編『シベリアII』の累計販売本数は2016年6月時点で300万本に達している。
タイトルのシベリア（Syberia）は作中でロシアの北部にあるとされる架空の島の名前で、実在のロシアの地名であるシベリア（Siberia）とは英語の綴りが異なる。以降の記述では、実在の地域を「シベリア」、架空の島を「シベリア島」と区別する。

## システム
本作のグラフィックは、キャラクターは3Dモデルで、背景は基本的に3DCGを基にした静止画（一部アニメーションあり）で描写されている。プレイヤーはケイトを操作し、疑似的な3D空間として表現された静止画上を移動する。
探索を行う中で様々なアイテムが手に入り、これを会話の場面や謎解き箇所で用いることにより物語が進展する。また、ケイトは携帯電話を所持しており、誰かに電話をかけたり逆に誰かから電話がかかってきたりすることもある。ゲームオーバー要素はない。

## ストーリー

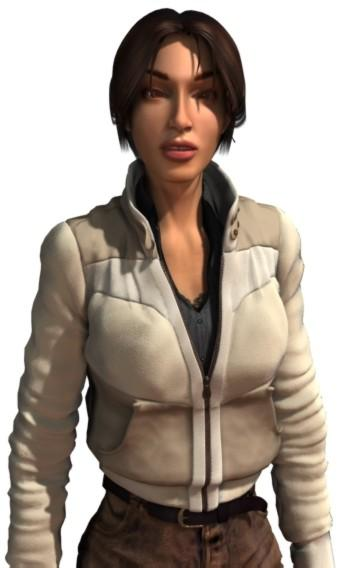
ケイト・ウォーカー

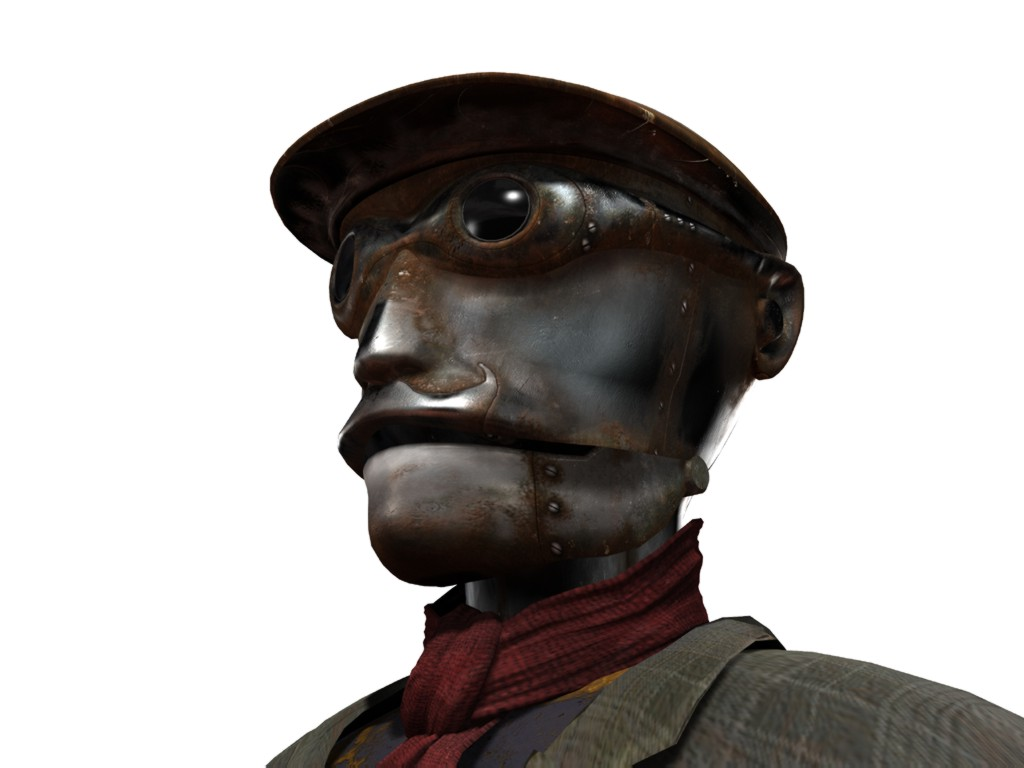
オスカー

### バラディレーン
2002年4月17日、ニューヨークの弁護士ケイト・ウォーカー（Kate Walker）は、フランスの小さな町バラディレーン（Valadilène）を訪れる。この町は、かつて、からくり人形の製造を行う地元企業ボラルバーグ・マニュファクチュアリング（Voralberg Manufacturing）の躍進によりからくり人形の町として栄えたものの、多様な娯楽の台頭による需要低下で工場の閉鎖を迫られる状況となり、今ではすっかり寂れている。ケイトの目的は、アメリカの大手玩具会社ユニバーサル・トーイ・カンパニー（Universal Toy Company）による工場の買収の手続きを進めるため、工場の所有者であるアンナ・ボラルバーグ（Anna Voralberg）と契約を結ぶことであった。ところが、宿泊先のホテルの従業員から、アンナは既に死去しており現在まさに葬儀が行われているとの事実を告げられる。アンナは生涯独身で相続人がいないことを認識していたケイトは、今後の相談のため町の公証人の家に向かう。すると彼は、アンナが亡くなる2日前に彼女から手紙が届き、そこに弟のハンス（Hans Voralberg）が生きていると記されていたことを明かす。手紙によると、ハンスは年老いた公証人がまだ若い頃に死んだとされていたが、それは父による虚言であり、息子が跡を継がずにバラディレーンを出ていったことを周囲に知られたくないとの一心から行動を起こしアンナにも口止めを命じたという。そして手紙の後半には、ハンスがシベリアのどこかに住んでいるとの記述もあった。こうしてケイトは、ハンスと契約を結ぶべく彼の居場所を探すことになる。
ハンスに関する手がかりを得ようと町の工場の敷地に入ったケイトは、先程ホテルのロビーで顔を合わせていた少年モモ（Momo）と再会する。モモは生前のアンナが面倒を見ていた子供で、ケイトはモモに導かれて町はずれの洞窟に辿り着く。この洞窟は幼少期のハンスがアンナを連れて訪れていたマンモス関連の遺跡で、高所にあったマンモスの人形を取ろうと壁面を登ったハンスが転落して体を強打し心身に障害を残すことになった場所でもある。ケイトは内部にあったマンモスの人形を拾い工場へ戻る。
工場の一室で、ケイトは会話能力を有するからくり人形のオスカー（Oscar）と出会う。オスカーはハンスが設計したもので、工場の隣接駅に停車中で同じくハンスが設計したゼンマイ駆動の機関車を操縦する役割も担っているが、両脚の膝下のパーツがない未完成の状態で放置されその場を移動できずにいた。ケイトが工場内で見つけた脚を装着したことでオスカーはケイトとともに駅へ向かい、2人を乗せた機関車はバラディレーンを出発する。

### バロクシュタット
走行していた機関車は途中でゼンマイが緩み、大学都市のバロクシュタット（Barrockstadt）の駅で停車する。再び走行するにはゼンマイを巻き直さなければならないが、そのための装置は停車位置から少し離れた場所に設置されていた。機関車を移動させる手段を探るためケイトが大学周辺を歩いていると、水辺に浮かんだ船に乗る夫婦を発見する。ケイトは船を用いて機関車を牽引してほしいと依頼するが、ケイトを裕福と見た夫婦は協力金100ドルを請求してきたため、依頼を見送る。
ここで、大学の学長から機関車の責任者に会いたいとの伝言があり、ケイトが学長室へ向かう。学長は機関車が駅に居座っている現状に立腹し直ぐに出ていくようにと警告するが、ケイトが事情を説明するとともに先刻の船についても触れると、大学の広場にある故障した機械仕掛けの演奏台を直してくれれば報酬を出すと語る。ケイトは奔走の末に修理に成功し、約束通り報酬の100ドルを受け取る。
大学構内でケイトは古生物学部の名誉教授コロネリウス・ポンス（Cornelius Pons）と出会うが、話をする中で彼が学生だった50年前にハンスと面識があったことが判明する。ハンスは正式な学生ではなかったが特別許可を得てマンモスに関する講義を熱心に受けており、一方で当時から発明の才能がずば抜けていたという。またポンスは、当時ハンスが口にしていたマンモスの人形の話に非常に興味を抱いていたと語る。これを聞いたケイトが手持ちのマンモスの人形を渡すとポンスは歓喜し、少しの間預けることになる。
ケイトは船の夫婦のもとへ戻って100ドルを手渡し、機関車は船の牽引により装置の場所に到達する。ここでケイトの携帯電話が鳴り、ポンスから講義の誘いを受けたケイトは大学の講義室へ向かう。教壇に立ったポンスは、自身の研究を完成させることができたと語り講義を始める。その中では、極北地方に存在するとされるユコール族（Youkols）が先史時代にマンモスと共生していたとの推測について、マンモスの人形に本物の皮が使用されていたことで実証されたとし、彼らの伝説を信じるならばマンモスは地図上に存在しないシベリア島で現在も生存している、との説が示された。
その後、国境地帯を警備する陸軍大尉から越境の許可証を得たケイトは、機関車に乗りバロクシュタットを離れる。

### コムコルツグラッド
機関車は再びゼンマイが緩み、かつての工業都市で現在は廃墟となっているコムコルツグラッド（Komkolzgrad）の駅に停車する。この都市はハンスがもたらしたからくり人形の技術で発展した歴史があり、廃墟と化した現在もその痕跡が残っている。ケイトは駅にあった装置でゼンマイを巻き終えるが、直後に機関車の中から出ていく不審な男の姿を目撃する。ケイトが車内に戻ると客車でオスカーが緊縛されており、同時に彼の両手のパーツが盗まれていた。犯人を捜すべくケイトが周辺を調べていると、廃工場の一室で頭部をマスクで覆った男セルゲイ・ボロディン（Serguei Borodine）を発見する。街の最高権力者を自称する彼は、盗んだのではなく借りただけだと自身の行為を正当化し、理由について、オルガンを演奏するからくり人形に両手を装着するためと語る。そして、栄えていた頃の街で開かれたリサイタルで自身を魅了したオペラ歌手のヘレナ・ロマンスキー（Helena Romanski）をもう一度街に呼び、オルガンの音色に乗せて自分のためだけに歌ってもらいたいと願望を口にする。ここでボロディンは、ヘレナを連れてくれば手のパーツを返すとの交換条件を示し、ケイトはこれに応じる。
ボロディンの部屋を後にしたケイトは、以前に母親がオペラ歌手のフランク・マルコヴィッチ（Franck Malkovitch）と親密だと語っていたことを思い出し電話をかける。すると母親はすぐ傍にいたマルコヴィッチにこのことを尋ね、ヘレナは病気で第一線を退いてから療養地のアラルバッド（Aralbad）に滞在しているとの回答を得る。ケイトがボロディンのもとへ戻りこのことを伝えると、ボロディンは町はずれの丘の上にある宇宙開発基地を守る老軍人からアラルバッド行きの乗り物を手配してもらうよう助言する。
基地には、元ソビエト連邦軍所属の軍人ボリス・チャロフ（Boris Charov）がいた。彼はかつてハンスが開発したロケット飛行機のテストパイロットを務めるはずだったが、飛行機に核爆弾を搭載するよう命じる国の姿勢にハンスが意を翻して基地を去ったことでプロジェクトが中止され、搭乗機会を失っていた。しかし宇宙へ飛び立つ夢を捨てていないチャロフは、ロケット飛行機の稼働に協力してくれれば、アラルバッド行きの飛行船の起動方法を教えると持ちかける。ケイトが飛行機の発射準備を整えるとチャロフは発射直前に情報を伝え、発射を見届けたケイトは飛行船に乗ってアラルバッドへ向かう。

### アラルバッド
飛行船は、アラルバッドの療養施設エデノール・ホテル（Edenor Hotels）の傍に着陸する。ケイトはホテルの支配人にヘレナのことを尋ねるが面会を拒絶されたため、監視の目をそらしホテル内に入り込む。中では、ヘレナの世話をしているからくり人形のジェイムス（James）から情報を得てホテルに繋がる桟橋へ向かい、そこでベンチに腰かけているヘレナを発見、ヘレナは遠方から訪ねてきたケイトを歓迎する。室内への移動後、ケイトは熱烈なファンであるボロディンの前で歌ってほしいとヘレナに要望するが、ヘレナは喜びつつも病と老化により声が衰えている現状を伝える。一方で、現役時代、リサイタル直前で声が出なくなった際にバーテンダーが作ったカクテルを飲んだところ即座に声が戻ったという逸話を語る。
ケイトはそのバーテンダーが働いていたホテルに電話をかけてカクテルのレシピを聞き、エデノール・ホテルにあるカクテル製造機を用いてそれを再現する。カクテルを飲んだヘレナは全盛期ほどではないものの澄んだ声が戻り、要望の受け入れを決意、ケイトとヘレナは飛行船に乗りコムコルツグラッドへ帰航する。

### コムコルツグラッドの再訪
コムコルツグラッドの工場内部に設営されたステージに立ったヘレナは、からくり人形のオルガン演奏に合わせてロシア民謡の『黒い瞳』を歌唱する。そして歌い終えたその時、突然天井から降りてきた鉄格子でヘレナが閉じ込められてしまう。ケイトは錠前をペンチで切断してヘレナを救出し、からくり人形に装着されていたオスカーの両手を取り戻す。すると、どこからかボロディンの声が響き渡り、両手とヘレナを戻すようケイトに対して脅迫するが、ケイトとヘレナは意に介さず工場から脱出し機関車に乗り込む。ボロディンは線路上にあった巨大なからくり人形を操って機関車の進路を塞ぎ抵抗を試みるが、ケイトは駅の片隅にあった爆弾を用いてこれを破壊し、無事にコムコルツグラッドを後にする。

### アラルバッドの再訪
機関車はアラルバッドの駅に停車し、ヘレナをエデノール・ホテルに送り届ける。その後、機関車のゼンマイを巻いて次の目的地へ出発しようとした時、ホテルの支配人が現れ、ケイト宛の差出人不明の荷物が届いていると告げられる。ケイトが箱を覗くと、そこにはマンモスの形をしたからくり人形が入っていた。ここでフロントにヘレナからの電話があり、ケイトを自分のもとへ急いで寄越すようにと連絡が入る。ヘレナは、コムコルツグラッドでの出来事について、退屈だった日常を一時的に忘れさせてくれたと感謝の気持ちを伝える。また続けて、自身がホテルに来たばかりの頃、ハンスもこのホテルにいたと思い出を語る。当初のハンスも病を患っており工場勤めが長かったせいかひどく咳き込んでいたが、後に回復しホテルを去ったという。話を終えたヘレナは別れを告げ、ジェイムスとともに部屋へ戻る。
ホテルの桟橋に出たケイトは、ベンチに座る老人を見つける。話しかけると、彼こそがハンス・ボラルバーグであった。ハンスは機関車をこの地へ運んできたケイトに感謝し、これに乗ってシベリア島へ行くと語る。ケイトはハンスと工場買収の契約を結ぶために来たと目的を説明し契約書を手渡すと、文字を読めないハンスは即座にサインをする。ここで、ケイトの上司であるエドワード・マーソン（Edward Marson）から仕事の確認の電話がかかってくるが、ケイトは今まさにハンスからサインを貰ったと報告し、マーソンはケイトを称賛したうえで早く帰国するようにと伝える。ケイトが電話を終えると、会話を聞いていたハンスは自分と一緒に来ないのかと尋ねる。その言葉に戸惑うケイトは、これで自分の旅は終わったと口にするも心の中で葛藤を覚えていた。ハンスは別れの言葉を残して機関車へ向かい、ケイトは桟橋に横づけされていたニューヨーク行きの水上機に乗り込もうとする。しかし、その瞬間にケイトは意を決し、振り返ってその場から駆け出すと、動き始めた機関車に飛び乗ってハンスの旅に同行することになる。

## 開発
本作は、漫画家のブノワ・ソーカルによる物語とイラストを基に、200万ユーロと30人の開発チームを投じて18か月で完成した。当初、本作と『シベリアII』を1つのゲームにすることも検討されたが、開発の長期化が予想されたこと、また、1作目の反省から『II』をより良いものにできるのではないかとの考えから2つに分割することになった。
インスピレーションを受けたものについて、ソーカルは、自身の家族が第二次世界大戦前にナチス政権から逃れるべくヨーロッパを電車と徒歩で移動し安全な場所を探したというエピソードが物語をデザインするうえで大きな役割を果たしたと語り、また、社会主義国である東ドイツとソビエト連邦の崩壊時に巨大な産業プラントや軍事施設が政府から放棄されたという歴史についても物語の設定に反映させている。

## 評価
- E3 2002カンファレンス「Best Adventure Game」受賞[3]
- IGN Best of 2002 「Reader's Choice Award for Adventure Games」受賞[6]
- GameSpot Best and Worst of 2002 「Best Graphics (Artistic) on PC」受賞[7]、「Best Story on PC」「Best Game No One Played on PC」ノミネート[8][9]
- 6th Annual Interactive Achievement Awards 「PC Action / Adventure」「Character or Story Development」ノミネート[10]
- 3rd Annual Game Developers Choice Awards 「Excellence in Visual Arts」ノミネート[11]